# Reinhold Reppin
Fritz Walter Reinhold Reppin (* 23. Januar 1873 in Magdeburg; † 23. April 1937 in Berlin) war ein deutscher Architekt und überwiegend als Beamter in der Gemeindebauverwaltung Berlin-Reinickendorf tätig. Er prägte zusammen mit seinem Kollegen Hans Krecke die Architektur der dortigen Gemeindebauten.

## Leben und Wirken
Der 1873 geborene Fritz Walter Reinhold Reppin heiratete am 26. April 1900 Selma Müller in Berlin-Tegel. Ein Jahr später wird er bereits als Bautechniker in der Gemeinde Reinickendorf im Adressbuch erwähnt. Die Familie Reppin wohnte in der Residenzstraße 84 (ab 1902 Nr. 31), dem Sitz der Ältesten Berliner Eiswerke L. Thater. 1901, 1902 und 1903 kommen nacheinander die Kinder Egon Reinhold Conrad, Sohn Werner Theobald Erich und Hertha zur Welt. Ab 1904 war Reppin Bauführer der Gemeinde Reinickendorf und wohnte in der Hauptstraße 11. 1906 zog die Familie in die Walderseestraße 2 um. Ein Jahr später wurde Reppin zum Gemeindebaumeister in Reinickendorf ernannt, 1925 erhielt er den Titel Oberbaurat. 1935 ging Reppin in den Ruhestand und verstarb 1937.

## Bauten
- 1901–1902: Feuerwache, Berlin-Reinickendorf, Kopenhagener Straße
- 1906: Schule (Mark-Twain-Grundschule), Berlin-Reinickendorf, Auguste-Viktoria-Allee 95–96
- 1906–1907: Schule (Paul-Löbe-Oberschule), Berlin-Reinickendorf, Lindauer Allee 23–25
- um 1910: Mietshäuser, Alt-Reinickendorf 61–62 (vermutlich Reppin)
- 1911: Realgymnasiums (heute Friedrich-Engels-Gymnasium), Berlin, Berner Straße (heute Emmentaler Straße), Berlin-Reinickendorf, zusammen mit Krecke und Gregor[5]
- 1913–1914: Schule (Paul-Löbe-Oberschule), Erweiterung, Berlin-Reinickendorf, Lindauer Allee 23–25
- 1919: Gemeindesiedlung „Hinter der Dorfaue“, Berlin-Reinickendorf, Hinter der Dorfaue und Freiheitsweg, zusammen mit Krecke[6]
- 1924: Wohnhäuser für die Primus Heimstättengesellschaft mbH, Berlin-Reinickendorf, Oranienburger Straße 73, 77, zusammen mit Reppin
- 1928: Holzsteigeturm, Berlin-Lübars, Spritzenhaus